# Diego Israel Martínez
Diego Israel Martínez (nacido el 6 de agosto de 1993 en Ciudad de México) es un futbolista mexicano que actualmente juega para Cruz Azul.

## Carrera
En 2011 Martínez fue el ganador de la 2.ª temporada de Football Cracks, un reality show que busca jugadores mayores de 16 años para realizar sus sueños de jugar fútbol profesional, dirigido por Zinedine Zidane y Enzo Francescoli.
A raíz de ganador el concurso, Diego Martínez ganó el derecho de jugar y entrenar con Real Madrid Castilla.
Luego, en 2013, sería traspasado a Cruz Azul Fútbol Club, más específicamente a las Fuerzas básicas, pero luego de poco tiempo debutaría en la absoluta en la Copa MX en el partido de Cruz Azul Fútbol Club vs Lobos BUAP, ganando su equipo por 2 goles a 0.
Pero en 2015, sería nuevamente traspasado, al Cruz Azul Hidalgo, equipo de la Segunda División de México.